# Libertad (álbum de Delirious?)
Libertad: La Experiencia Definitiva de La Adoración es un álbum recopilatorio en español de la banda de rock Delirious?, lanzado en 2002. El álbum incluye una serie de canciones tomadas de los EP Cutting Edge, lanzados a principios de la década de los 90s. Las versiones de "Preparen el Camino" (Did You Feel the Mountains Tremble?) y "Tuyo Es Mi Corazón" (Lord You Have My Heart), fueron tomadas del segundo álbum recopilatorio de la banda Deeper.

## Lista de canciones
1. "Preparen el Camino" (Did You Feel the Mountains Tremble?)
2. "Cantare de Tu Amor Por Siempre" (I Could Sing of Your Love Forever)
3. "Tengo a Cristo" (I've Found Jesus)
4. "Grande Es El Señor" (Thank You for Saving Me)
5. "Cantaría Sin Parar" (The Happy Song)
6. "Dios de Amor" (King of Love)
7. "El Mensaje de la Cruz" (Message of the Cross)
8. "Griten Al Norte" (Shout to the North)
9. "Tuyo Es Mi Corazón" (Lord You Have My Heart)
10. "En el Río Me Encuentras" (Find Me in the River)
11. "No Me Averguenzo" (I'm Not Ashamed)
12. "Obsesión" (Obsession)